# Рандвер
Рандвер (старосканд. Randver) — легендарный скандинавский конунг Гардарики, которую принято в то время локализововать в регионе Приладожья.
Согласно большинству источников, в частности хронике «Как заселялась Норвегия» (Hversu Noregr byggðist) Рандвер — сын дочери конунга Ивара Широкие Объятья Ауд Богатой из династии Скьёльдунгов и Радбарда, конунга Гардарики. Его старший единоутробный брат — Харальд Боезуб, сын Хрёрика Метателя Колец.
В «Саге о Хёрвер и Хейдреке» мать Рандвера и Харальда названа Альвхильдой, а отцом — Вальдар, конунг-наместник Дании при Иваре Широкие Объятья. Рандвер наследовал отцу в Дании.
Является предполагаемым основателем Альдейгьюборги (Старая Ладога). Около 730 года поддержал своего единоутробного брата Харальда Боезуба в попытке стать королём Дании. Далее, по мнению средневековых историков, Рандвер занял престол в Уппсале, став конунгом земель Швеции и Норвегии. Был женат на Ингилде (старосканд. Ingild), дочери неизвестного конунга Швеции. Согласно «Саге о Хёрвер и Хейдреке» женой Рандвера являлась Аса, дочь конунга Харальда Рыжебородого. Рандверу наследовал его сын Сигурд Кольцо, отец конунга Рагнара Лодброка.